# Exostema brachycarpum
Exostema brachycarpum là một loài thực vật thuộc họ Rubiaceae. Đây là loài đặc hữu của Jamaica.